# Sergej Bykov
Sergej Vladimirovitsj Bykov (Russisch: Сергей Владимирович Быков) (Novodvinsk, 26 februari 1983) is een voormalig professionele basketbalspeler die speelde voor het nationale team van Rusland. Hij kreeg de onderscheiding Meester in de sport van Rusland.

## Carrière
Bykov begon zijn carrière bij Spartak Moskou in 2000. In 2001 stapte hij over naar Dinamo Moskou. In 2004 verhuisde hij naar Universitet Soergoet, om vervolgens één jaar later terug te keren bij Dinamo. In 2006 won Bykov met die club de ULEB Cup. Ze wonnen de finale van Aris BC uit Griekenland met 73-60. In 2010 stapte Bykov over naar CSKA Moskou. Met die club won hij het Landskampioenschap van Rusland in 2011. In 2011 ging Bykov spelen voor Lokomotiv-Koeban Krasnodar. In 2013 won Bykov met die club de finale van de EuroCup tegen Uxue Bilbao Basket uit Spanje met 75-64 In 2014 verhuisde hij naar UNICS Kazan om na één jaar terug te keren bij Lokomotiv. In 2016 speelde Bykov nog een jaar bij Avtodor Saratov. In 2017 stopte hij met basketbal.
Bykov speelde met Rusland op de Olympische Spelen in 2008. Ook won hij goud in 2007 en brons in 2011 op het Europees kampioenschap.

## Trainer
In 2017 begon Bykov als assistent coach van Sergej Bazarevitsj bij het herenteam van Rusland.

## Erelijst
- Landskampioen Rusland: 1
  - Winnaar: 2011
- ULEB Cup/EuroCup: 2
  - Winnaar: 2006, 2013
- Europees kampioenschap: 1
  - Goud: 2007
  - Brons: 2011

## Speler
4 Sjabalkin ·
5 Holden ·
6 Bykov ·
7 Kirilenko ·
8 Morgoenov ·
9 Samojlenko ·
10 Chrjapa ·
11 Pasjoetin ·
12 Monja ·
13 Ponkrasjov ·
14 Savrasjenko ·
15 Padioes ·
Coach: Blatt
· Assistent-coach: 
· Assistent-coach: 
4 Vorontsevitsj ·
5 Holden ·
6 Bykov ·
7 Kirilenko  ·
8 Morgoenov ·
9 Samojlenko ·
10 Chrjapa ·
11 Z. Pasjoetin ·
12 Monja ·
13 Fridzon ·
14 Savrasjenko ·
15 Kejroe ·
Coach: Blatt
· Assistent-coach: 
· Assistent-coach: 
4 Vorontsevitsj ·
5 Koerbanov ·
6 Bykov ·
7 Fridzon ·
8 McCarty ·
9 Sokolov ·
10 Dmitriev ·
11 Vjaltsev ·
12 Monja ·
13 Ponkrasjov ·
14 Zozoelin ·
15 Mozgov ·
Coach: Blatt
· Assistent-coach: Sjakoelin
· Assistent-coach: Pasjoetin
4 Vorontsevitsj ·
5 Kolesnikov ·
6 Bykov ·
7 Fridzon ·
8 Kaoen ·
9 Zjoekanenko ·
10 Chrjapa ·
11 Ponkrasjov ·
12 Monja  ·
13 Chvostov ·
14 Voronov ·
15 Mozgov ·
Coach: Blatt
· Assistent-coach: Sjakoelin
· Assistent-coach: 
4 Vorontsevitsj ·
5 Mozgov ·
6 Bykov ·
7 Fridzon ·
8 Sjved ·
9 Sjabalkin ·
10 Chrjapa ·
11 Antonov ·
12 Monja  ·
13 Chvostov ·
14 Ponkrasjov ·
15 Kirilenko ·
Coach: Blatt
· Assistent-coach: Sjakoelin
· Assistent-coach: 

## Assistent coach
1 Sjved ·
4 Baboerin ·
7 Fridzon  ·
8 Ivlev ·
11 Antonov ·
12 Zoebkov ·
13 Chvostov ·
15 Mozgov ·
20 Vorontsevitsj ·
22 D. Koelagin ·
30 M. Koelagin ·
41 Koerbanov ·
Coach: Bazarevitsj
· Assistent-coach: Grujić
· Assistent-coach: Bykov
· Assistent-coach: Sokolovski
2 Sopin ·
3 Karasjov ·
4 Baboerin ·
6 Motovilov ·
7 Fridzon  ·
8 Ivlev ·
11 Antonov ·
12 Zoebkov ·
20 Vorontsevitsj ·
30 Koelagin ·
31 Valiev ·
41 Koerbanov ·
Coach: Bazarevitsj
· Assistent-coach: Grujić
· Assistent-coach: Bykov
· Assistent-coach: Godlevski